# كريستيان تسيغه
كريستيان زيغي (بالألمانية: Christian Ziege)‏، من مواليد 1 فبراير 1972 في برلين في ألمانيا، لاعب كرة قدم ألماني سابق.
بدأ مسيرته الكروية مع نادي بايرن ميونخ في عام 1990، ولعب معهم حتى عام 1997، وقد شارك معهم في 185 مباراة وسجل 35 هدف، وفي عام 1997 انتقل إلى نادي إيه سي ميلان الإيطالي، ولعب معهم حتى عام 1999، وشارك معهم في 39 مباراة وسجل 4 أهداف، وفي موسم 1999/2000 انتقل إلى نادي مدلزبرة الإنجليزي، وشارك معهم في 29 مباراة وسجل 6 أهداف، وفي موسم 2000/2001 انتقل إلى نادي ليفربول الإنجليزي، ولعب معهم 16 مباراة وسجل هدف واحد، وفي عام 2001 انتقل إلى نادي توتنهام هوتسبير الإنجليزي، ولعب معهم حتى عام 2004، وشارك معهم في 47 مباراة وسجل 7 أهداف، وفي موسم 2004/2005 انتقل إلى نادي بروسيا مونشنغلادباخ، ولعب معهم 13 مباراة.
و قد لعب مع منتخب ألمانيا لكرة القدم بين عامي 1993 و2004، وقد شارك معهم في 72 مباراة وسجل 9 أهداف.

## مسيرته الكروية
لعب كريستيان تسيغه خلال مسيرته الاحترافية مع 6 أندية في خمسة عشر موسمًا وسجل خلالها 59 هدفًا ضمن 316 مباراة. حيث فاز في موسم واحد بالكأس وفي ثلاثة مواسم بالدوري.
خاض كريستيان تسيغه مسيرته مع نادي بايرن ميونخ في موسم 1990–91 ليلعب معه سبعة مواسم، مشاركًا في 172 مباراة سجل خلالها 41 هدفًا. ثم انتقل إلى نادي إيه سي ميلان في موسم 1997–98 ولمدة موسمين، حيث شارك في 39 مباراة سجل خلالها 4 أهداف. لينتقل بعدها إلى نادي ميدلزبره في موسم 1999–00 لمدة موسم واحد، مشاركًا في 29 مباراة سجل خلالها 6 أهداف. ثم انتقل إلى نادي ليفربول في موسم 2000–01 لمدة موسم واحد، مشاركًا في 16 مباراة سجل خلالها هدفًا واحدًا. هذا وانتقل لاحقًا إلى نادي توتنهام هوتسبير في موسم 2001–02 واستمر معه طيلة ثلاثة مواسم، مشاركًا في 47 مباراة سجل خلالها 7 أهداف. ثم انتقل بعدها إلى نادي بوروسيا مونشنغلادباخ في موسم 2004–05 لمدة موسم واحد، مشاركًا في 13 مباراة ولم يسجل أي هدف.

## روابط خارجية
- كريستيان تسيغه على موقع الاتحاد الدولي (مؤرشف)  (الإنجليزية)
- كريستيان تسيغه على موقع الاتحاد الأوربي (الإنجليزية)
- كريستيان تسيغه على موقع قاعدة بيانات كرة القدم.إي يو (الإنجليزية)
- كريستيان تسيغه على موقع بيانات كرة القدم. دي إي (الألمانية)
- كريستيان تسيغه على موقع ناشيونال فوتبول تيمز (الإنجليزية)
- كريستيان تسيغه على موقع Soccerbase.com (لاعب) (الإنجليزية)
- كريستيان تسيغه على موقع عالم كرة القدم.نت (الإنجليزية)
- كريستيان تسيغه على موقع كووورة